# Ludowa Unia Demokratyczna
Ludowa Unia Demokratyczna (port. União Democrática Popular, UDP) – portugalska lewicowa partia polityczna założona w grudniu 1974. Składała się z Partii Rewolucyjno-Socjalistycznej, Polityka 21 i Rewolucyjnego Frontu Lewicowego. Jej zadaniem było reaktywowanie idei leninizmu i marksizmu. W 1975 w pierwszych wolnych wyborach parlamentarnych zdobyła 1 mandat, uzyskując zaledwie 0,08% poparcia (44 877 głosów). W kolejnych wyborach do 1980 roku partia zdobywała 1 mandat. osiągając poparcie do 2%. W latach 1983–1991 nie był reprezentowana w parlamencie. Od 1998 jest członkiem Bloku Lewicy.